# Lauro Pomaro
Lauro Pomaro (Polesella, 27 novembre 1946) è un ex calciatore italiano, di ruolo terzino.

## Carriera
Cresciuto nella squadra del suo paese natio - l'A.C. Giovane Italia di Polesella - passa al settore giovanile della SPAL di Paolo Mazza e nel 1965, con i biancoazzurri allenati da Giovan Battista Fabbri, vince il Campionato Primavera riservato alle squadre di Serie B. Passa al Siracusa in prestito nel 1965 dove disputa un campionato di Serie C per tornare a Ferrara nel 1966.
L'allenatore Francesco Petagna lo fa esordire in Serie A il 21 maggio 1967 a Cagliari in una partita pareggiata per 1-1 dai ferraresi contro i rossoblu.
Gioca altre 4 partite nella massima serie l'anno successivo e viene poi ceduto al Lecco in Serie B. Successivamente, retrocessi i lombardi in Serie C nel 1968-1969, gioca altre tre stagioni in terza serie per tornare tra i cadetti nel 1972-1973.
Torna quindi in Serie C prima con la Triestina e quindi con la Mestrina dove chiude con il calcio giocato tra i professionisti nel 1974-1975 per proseguire a giocare fra i dilettanti nel Dolo e intraprendere poi la carriera di allenatore di diverse squadre venete di dilettanti tra le quali l'Este, l'ultima squadra in cui aveva militato da calciatore.

## Palmarès

### Club

#### Competizioni nazionali
- Serie C: 1

Lecco: 1971-1972